# Distretto di Takhli
Il distretto di Thakli (in thailandese: ตาคลี) è un distretto (amphoe) della Thailandia, situato nella provincia di Nakhon Sawan.